# Боуэн, Айра Спрейг
Айра Спрейг Боуэн (англ. Ira Sprague Bowen; 1898—1973) — американский астроном.
Член Национальной академии наук США (1936).

## Биография
Родился в Сенека-Фолсе (штат Нью-Йорк). В 1919 окончил Оберлинский колледж, продолжал образование в Чикагском университете (1919—1921). В 1921—1946 работал в Калифорнийском технологическом институте (с 1931-профессор физики). В 1946—1948 — директор обсерватории Маунт-Вилсон, в 1948—1964 — директор объединённых обсерваторий Маунт-Вилсон и Маунт-Паломар.
Основные труды в области физики газовых туманностей, физики космических лучей, расчётов и конструирования оптических приборов, экспериментальной спектроскопии. В 1920-х годах выполнил ряд исследований по вакуумной спектроскопии, в частности подробно изучил ультрафиолетовые спектры атомов азота, кислорода, неона в различных стадиях ионизации; определил энергетические уровни этих ионов. Исходя из полученных результатов, в 1927 объяснил загадочные эмиссионные линии в спектрах газовых туманностей, приписывавшиеся гипотетическому элементу небулию. Отождествил линии небулия с запрещёнными линиями ионов кислорода и азота и объяснил их большую интенсивность высокой населённостью метастабильных уровней в разреженном веществе туманностей. Отождествил линии неона, измерил длины волн многих слабых запрещённых линий в спектрах туманностей; нашёл запрещённые линии поглощения в спектре Солнца. Объяснил (1934) аномалии в интенсивностях некоторых разрешённых линий кислорода и азота в спектрах газовых туманностей резонансным перенаселением соответствующих уровней излучением иона гелия (так называемый боуеновский механизм). В 1930—1938 участвовал в первых экспериментах Р. Милликена по изучению природы космических лучей и влияния геомагнитных явлений на их прохождение через земную атмосферу. Осуществил расчёты оптических систем и разработал конструкции различных приёмников излучения для телескопов обсерваторий Маунт-Вилсон, Маунт-Паломар и др. Под его руководством производились доводка и исследование 5-метрового зеркала Паломарского телескопа. Сконструировал вспомогательное оборудование для этого телескопа, в частности высокоэффективные спектрографы для фокуса куде. Предложил схему обращённой системы Кассегрена для спектрографа, видоизменённую схему телескопа Ричи — Кретьена с большим полем. Разработал (1938) устройство, позволяющее собирать больше света в изображении звезды на щели спектрографа, — так называемый делитель изображения.
Член Национальной АН США (1936), также член ряда академий наук и научных обществ.
Награждён медалями Генри Дрейпера Национальной АН США (1942), Поттса Института Франклина (1946), Румфорда Американской академии искусств и наук (1949), Айвса Американского оптического общества (1952), медалью Брюс Тихоокеанского астрономического общества (1957), Золотой медалью Королевского астрономического общества (1966).
В его честь названы кратер на Луне, астероид № 3363, а также перенос Боуэна — тип переноса тепла в гидрологии и метеорологии.